# فوم الجمعة المركز (فم الجمعة)
فوم الجمعة المركز هي إحدى مشيخات المملكة المغربية، تتبع جغرافيا لإقليم أزيلال وإداريًا لفم الجمعة. يقدر عدد سكانها بـ 138 نسمة حسب الإحصاء الرسمي للسكان والسكنى لسنة 2004.